# Кюстин, Адам Филипп
Адам Филипп де Кюстин (фр. Adam-Philippe de Custine; маркиз; 4 февраля 1740 — 28 августа 1793) — французский дивизионный генерал.

## Биография
Очень молодым вступил в военную службу и обратил на себя внимание ещё в Семилетнюю войну. Участвовал в 1780 году в войне за независимость Америки. В 1789 был депутатом от лотарингского дворянства в Генеральных штатах. Во время конституционной монархии генерал-лейтенант (1791).
В годы войны с Первой коалицией был сторонником решительных наступательных действий. В 1792–1793 годах он занимал пост командующего Вогезской армией, во главе которой добился ряда военных успехов: быстро занял Шпайер, Вормс, Майнц и Франкфурт. Благодаря своей специфической внешности (в основном огромным усам) он пользовался большой популярностью среди солдат и назывался ими «усатый генерал». В марте 1793 года он был назначен командующим Рейнской армией. Со второй половины мая 1793 — командующий Северной и Арденнской армией.
В июле 1793 года он был отстранен от должности Конвентом, заключен в тюрьму и приговорен к смертной казни из-за своего аристократического происхождения и предполагаемой измены. 28 августа 1793 года он был гильотинирован.
Внук Адама Кюстина, Астольф де Кюстин (1790—1857), стал известным французским литератором.